# 총서 (책)
총서(叢書)는 원래 여러 내용을 일관성 없이 모아 놓은 책을 가리킨다. 그러나 오늘날 출판업이 발달함에 따라 일련의 책을 한 묶음으로 만들어 공식적으로 식별되는 공통되며 특정한 특성을 가진 연속하여 간행되는 책의 모음이다.

## 의미
총서(叢書)는 원래 여러 종류의 책이나 내용을 일관성 없이 모아 놓은 책을 가리킨다. 이런 의미에서 총서는 문집(文集), 문고(文藁), 선집(選集) 또는 앤솔러지(Anthology)에 가깝다. 여러 짧은 글을 모아 한 책으로 묶었다는 점에서는 단행본(單行本)이라는 뜻도 포함한다. 특히 편집자의 입장에서는 문고(文庫 ; Collection)를 가리킨다.
총서는 오늘날 출판업이 발달함에 따라 일련의 책을 한 묶음으로 만들어 공식적으로 식별되는 공통되며 특정한 특성을 가진 연속하여 간행되는 책의 모음이다. 이러한 뜻을 가진 말은 연재물(連載物 ; 시리즈물)이며, 이것이 책으로 출판되어 완결될 경우 완본 또는 완질본이라 표현한다.
이 경우에는 일련하는 책은 그룹으로 공식적으로 식별되는 공통된 특성을 가진 일련의 책이다. 도서 시리즈는 동일한 저자가 작성하거나 출판사에서 그룹으로 판매하는 등 다양한 방법으로 구성할 수 있다.
이 문서에서는 연재물 또는 완질본으로서의 총서만을 다룬다.

## 출판사의 재간행 시리즈
퍼블릭 도메인 픽션(때로는 논픽션) 시리즈의 재간행 시리즈는 이르면 18세기 초에 《The Poets of Great Britain Complete from Chaucer to Churchill》(영국의 출판업자 존 벨(John Bell) 1777년에 발견) 시리즈로 나타난다.
1841년에 독일 Tauchnitz 출판사는 퍼블릭 도메인과 저작권이 있는 저작물의 재간행 시리즈인 《Collection of British and American Authors》를 출시했다.  이 책 시리즈는 19세기에 국가간에 저작권 보호가 존재하지 않았음에도 불구하고 출판된 작품의 살아있는 작가들에게 저작권료가 지불된 유일한 사례이다.
나중에 영국 재간행 시리즈에는 《Routledge 's Railway Library》 (조지 루틀지(George Routledge), 1848~99), 《옥스포드 월드 클래식》(옥스퍼드 대학교 출판부, 1901년부터), 《Everyman's Library》(J. M. Dent, 1906년부터), 《펭귄 클래식》(펭귄 북스, 1945년부터) 및 《Penguin English Library》(1963년부터)가 있다.
재간행 시리즈는 또한 미국에서 《Modern Library》(Boni & Liveright, 1917년부터), 독일에서 《Universal-Bibliothek》(Reclam, 1867년부터)가 출판되었고, 세계 각지에서도 출판되었다.

## 픽션 책
연작 소설(novel sequence; 소설 시퀀스; 소설 연작)은 소설의 모음 또는 시리즈이며, 소설에서 일반적인 주제 또는 등장인물, 설정 등을 공유하지만, 각 소설은 각각의 제목과 독립한 줄거리를 가지고 있으며, 따라서 개별적으로 또는 소설의 순서를 벗어나 한두 부분만 읽더라도 무리없이 읽일 수 있다. 연작 소설에는 단순히 하나 이상의 캐릭터를 공유하는 것이 아니라 여러 책을 가로 지르는 스토리 아크 또는 주제가 포함된다.
픽션 시리즈는 일반적으로 공통된 설정·스토리 아크·등장인물·타임 라인을 공유한다. 장르 소설, 특히 범죄 소설, 모험 소설, 공상 과학 소설, 아동 문학에서 흔히 볼 수 있다.
시리즈의 일부 작품은 독립적일 수 있다. 각 책은 과거 사건에 대한 언급이 거의 없고 등장인물이 거의 변하지 않기 때문에 순서에 관계없이 읽을 수 있다. 시리즈의 대부분은 번호가 매겨진 시리즈로 출판 될 수 있다. 그러한 시리즈의 예로는 《하디 보이》, 《낸시 드루》, 《닉 카터》와 같은 작품이 있다.
일부 시리즈는 등장인물이 변경되며 과거의 사건을 언급한다. 일반적으로 이러한 시리즈는 내부 연대순으로 출판되므로 출판되는 다음 책은 이전 책을 따른다. 이러한 변화가 얼마나 중요한지는 시리즈마다 (그리고 독자마다) 다르다. 몇몇 경우, 등장인물이 참여하거나 직업을 바꾸는 등 사소하게 바뀔 수 있지만 중심 줄거리에는 영향을 주지 않는다. 이 유형의 예로는 토니 힐러맨(Tony Hillerman)의 짐 치(Jim Chee) 및 조 리폰(Joe Leaphorn) 시리즈가 있다. 어떤 시리즈에서는 변화가 크며 책을 충분히 즐기려면 읽어야 한다. 이 유형의 예로는 《해리 포터》 시리즈가 있다.
적절한 시리즈가 아닌 책 시리즈가 있는데, 단일 작품이 너무 커서 두 권 이상의 책을 출판해야 하는 경우이다. 이 유형의 예로는 스티븐 킹의 《반지의 제왕》과 《다크 타워》 시리즈가 있다.
일부 저자는 작품 이야기의 내부 연대순에 따라 ‘적절한’ 순서로 각 작품을 발표하지 않으며, 책을 번호순으로 나열하기가 어렵다. 등장인물의 초기 모험으로 시간을 거슬러 올라가 이전에 출판된 작품 앞이나 사이에 배치해야 하는 작품을 작성한다. 따라서 책 시리즈 목록의 의도된 목적에 따라 출판 순서가 아닌 내부 연대순에 따라 열거되는 경우가 있다. 이 시리즈의 예로는 C.S.루이스의 《나니아 연대기》 시리즈 다섯 번째 작품인 《말과 소년》이 실제로 세 번째 시간으로 설정되어 있고, 여섯 번째 작품인 《마법사의 조카》는 첫 번째 시간으로 설정되어 있어서, 실제로 그 작품은 첫 번째 작품보다 더 오래 전 시간으로 설정된다. 이것은 중세 문학 학자 C.S.루이스가 의도한 것이다. 중세 문학은 항상 연대순으로 이야기하지는 않았다.

### 한계
연작 소설과 여러 부분으로 구성된 소설 사이에는 유용하고 정형화된 경계가 없다. 관련 소설들은 명확하게 계속될 수도 있고 그렇지 않을 수도 있다. 또한 삼부작이 충분히 긴지, 그리고 그 부분이 새로운 연작(sequence)으로 인정될 만큼 충분히 분리되어 있는지에 대해서도 논란의 여지가 있다.
예컨대, 앤서니 트롤럽(Anthony Trollope)의 바체스터(Barchester) 소설은 반복되는 등장 인물을 포함하지만 느슨하게 관련이 있다. 팰리저(Pallisers)에 대한 그의 정치 소설은 더 긴밀한 연결과 역동성을 가지고 있다. 엄격한 정의는 둘 다 제외할 수 있다.

### 역사
소설 연작(연작 소설)은 1820년대에 제임스 페니모어 쿠퍼의 작품이 등장하고, 1850년대에 앤서니 트롤럽의 바체스터(Barchester)가 등장한 19세기의 산물이었다. 프랑스 문학에서, 오노레 드 발자크의 야심찬 《인간 희극》은 92편에 이르는 사실주의, 낭만주의, 환상소설 또는 철학소설 양식의 작품들ー소설, 단편, 콩트와 에세이ー을 묶은 작품으로 거기에 드러난 반복되는 등장인물과 설정은 1830년대 동안에 비롯하였다. 에밀 졸라의 《루공 마카르》(Les Rougon-Macquart) 일군(一群 ; cycle)은 가족 사가(family saga)로, 나중에는 기존의 3권 소설을 뛰어 넘는 인기있는 픽션 형식이 되었다.
로망플뢰브(roman-fleuve), 곧 대하소설은 확장된 연작소설이다. 대하소설은 사회나 시대에 대한 논평 역할을 하며, 주인공 또는 공동체, 가족에 대한 문제를 지속적으로 다룬다. ‘대하(大河)’라는 형태는 폭넓고 안정적이며 역동적인 시각을 제공한다. 각 책은 그 자체로 완전한 소설을 구성하지만 전체 줄거리에서는 통일된 특성을 보여준다.
대하소설은 로맹 롤랑이 그의 10권짜리 연작소설 《장 크리스토프》를 설명하기 위해 만든 말이다. 7권 Dans la maison(In the House) (1908/1909) 서문에서, 그는 다음과 같이 썼다. “작품을 볼 때 소설인지 시인지 스스로에게 물어 보나요? … 장 크리스토프는 항상 저에게 강물과 같은 흐름을 보였다. 나는 첫 페이지부터 많은 것을 말했다.”
이 용어는 나중에 다른 프랑스 연작 소설, 특히 세계 대전 사이의 몇 년 동안 특히 다음과 같이 적용되었다.
- 마르셀 프루스트, 《잃어버린 시간을 찾아서》(1908~1922년)
- 조르주 뒤아멜, 《살라뱅의 생애와 모험(Vie et aventures de Salavin)》(1920~1932)과 《파스키에가의 연대기(Chronique des Pasquier)》(1933~1944)
- 로제 마르탱뒤가르, 《티보가의 사람들》(1922~1940)
- 쥘 로맹, 《선의의 사람들(Les Hommes de bonne Volonté)》(1932~1947)
- 루이 아라공, 《현실세계(Cycle du monde réel)》 (1933~1951)
- 쟈크 샤르돈느(Jacques Chardonne), 《감상적 운명》(Les Destinées sentimentales) (1934~1936)

19세기의 선배들은 그들의 이야기가 사회 전체가 아니라 한 가족의 관점에서 나온 것이기 때문에 오히려 “가족 사가”로 구별될 수 있다.
마르셀 프루스트의 《잃어버린 시간을 찾아서》는 대하소설의 결정판으로 여겨졌다. 그러나 오늘날 그 일곱 권은 일반적으로 단일 소설로 간주된다.
프루스트의 작업은 특히 모더니즘을 선호하지 않은 20세기 중반 영국 소설가들에게 엄청난 영향을 끼쳤다. 그 중 일부는 프루스트의 제자 앤서니 파월(Anthony Powell)의 예를 따르지만, 상류 사회에서의 변화보다는 사회 변화를 묘사하기 위해 의식적으로 기술을 적용한다. 이것은 아널드 베넷(클레이행어(Clayhanger) 책) 또는 존 골즈워디의 현실주의 소설을 넘어선 단계였다.

### 20세기
영국 작가 패트릭 오브라이언이 쓴 20개의 소설 《오브리 머투린 시리즈》는 아마도 20세기에 가장 사랑 받은 대하소설―“어떤 면에서 한 세대를 정의할 영웅적이지만 믿을 만한 현실적인 남자 두 명의 서사시.”―로 불렸을 것이다.

### 소설 연작의 발전
연작 장르 소설은 때때로 대하소설로 여겨지지 않지만, 연작소설은 특히 공상 과학 및 서사 판타지 장르에서 일반적이다.
사전 구성된 소설 연작(소설 시리즈)의 도입은 종종 닥 스미스와 그의 렌즈맨(Lensman) 시리즈에서 유래한다. 현대 작가로부터 이러한 연작소설을 이전 사례보다 더 명확하게 정의하는 경향이 있다. 저자는 이제 전체 시리즈 제목을 발표하거나 12권과 같은 어림수를 쓸 가능성이 더 높다. 이러한 특성은 고전적인 모델 형태가 아니며, 영화 산업의 미디어 프랜차이즈와 비슷해진다.

### 시리즈 목록
- 루이 아라공 《현실세계》(fr:Le Monde réel)
- A. S. 바이엇 《프레데리카 포터》 4연작
- 쟈크 샤르돈느(Jacques Chardonne) 《감상적 운명》(Les Destinées sentimentales)
- 제임스 페니모어 쿠퍼 《가죽스타킹 이야기》
- 아라키 히로히코 《죠죠의 기묘한 모험》
- 존 크로울리(John Crowley) 《이집트》(Ægypt Cycle)
- 로렌스 더럴 《알렉산드리아의 4중주》(Alexandria Quartet) 및 다른 연작.
- 포드 매덕스 포드(Ford Madox Ford) 《퍼레이드 엔드》(Parade's End)
- C. S. 포레스터(C. S. Forester) 호라티오 혼블라워("Horatio Hornblower") 시리즈.
- 존 골즈워디 《포사이트가 이야기》[9]
- 도리스 레싱 《폭력의 아이들》(Children of Violence)[10]
- 토마스 만 《요셉과 그의 형제들》
- 로제 마르탱뒤가르 《티보가의 사람들》
- 미시마 유키오 《풍요의 바다》(豊饒の海) 4부작
- 베니토 페레스 갈도스 《국민 일화집》(Episodios nacionales)
- 앤서니 파월 《시간의 음악을 위한 댄스》(A Dance to the Music of Time)[10]
- 도로시 리처드슨(Dorothy Richardson) 《순례》(Pilgrimage)
- 로맹 롤랑 《장 크리스토프》
- 필립 로스 “주커만(Zuckerman)”소설
- 폴 스콧(Paul Scott) 《라즈 콰르텟》(Raj Quartet)
- 찰스 퍼시 스노 《낯선 이들과 형제들》(Strangers and Brothers)[10]
- 앤서니 트롤럽(Anthony Trollope) 《바셋 주 이야기》(Chronicles of Barsetshire) 및 《팰리저 소설들》(Palliser novels)
- 존 업다이크 《래빗 런》(Rabbit, Run) 시리즈
- 헨리 윌리엄슨(Henry Williamson) Chronicles of Ancient Sunlight
- 앤드류 노만 윌슨(A. N. Wilson) Lampitt Papers
- 나기브 마푸즈 《카이로 삼부작》(The Cairo Trilogy)
- 아나이스 닌(Anais Nin) 《인테리어의 도시》(Cities of the Interior)
- 캐롤린 킨(Carolyn Keene) 《낸시 드류 미스터리》 시리즈(“Nancy Drew Mystery Stories”)

## 출판사의 논픽션 시리즈
일반 대중을 위한 주목할 만한 논픽션 책 시리즈는 다음과 같다.
- 건축: Pevsner Architectural Guides
- 전기: The Republic of Letters; Great Lives[11]
- 역사: History of the Great War
- 과학: New Naturalist Library
- 자기 개발: Teach Yourself[12]
- 스포츠: Badminton Library
- 여행: Murray's Handbooks for Travellers; Blue Guides

## 학술 출판물
학술 및 대학 출판(academic publishing)에서, 1년에 한 번 또는 더 적게 연속으로(이어지는 부분으로) 발표되는 과학 및 논픽션 책을 시리즈(연재물)라고 부른다. (1년에 한 번 이상 발행되는 간행물을 정기 간행물이라고 한다.) 이러한 시리즈에 속하는 책 간의 연결은 학문 분야 또는 초점, 접근 방식, 작업 유형, 지리적 위치에 따라 달라질 수 있다. 이러한 시리즈의 예로는 “Antwerp Working Papers in Linguistics” 및 “Early English Manuscripts in Facsimile”, “Garland Reference Library”, “Canterbury Tales Project”, “en:Early English Text Society”“Cambridge Companions to Music이 있다.

## 같이 보기
- 앤솔러지
- 분류:아동 도서 시리즈 / en:List of children's book series
- 삼부작
- 속편
- 연재물
- en:Monographic series
- en:Collection (publishing)

### 내용주
1. ↑   번역 주 : cycle은 일군(一群)으로 번역되며, 연작소설 전체, 문고(文庫 또는 文藁) 전체 또는 총서(叢書)를 뜻한다.

### 참조주
1. ↑  John Feather, A History of British Publishing, London: Croom Helm, 1988, p. 117.
2. ↑  Michael S. Suarez and H. R. Woudhuysen, eds., The Oxford Companion to the Book. Oxford University Press, 2010. Vol. 2. p. 1194.
3. ↑  Reclams Universal-Bibliothek (Philipp Reclam jun) - Book Series List (Buchreihe), publishinghistory.com. Retrieved 9 July 2019.
4. ↑  Felber, Lynette (1995). 《Gender and Genre in Novels Without End: The British Roman-fleuve》. University Press of Florida. 33쪽. ISBN 978-0-8130-1402-9.
5. ↑  Encyclopaedia Britannica
6. ↑  Douglas-Fairhurst, Robert. "In Search of Marcel Proust". The Observer, 17 November 2002.
7. ↑  Powell was an anti-modernist modernist, according to Christopher Hitchens; see Unacknowledged Legislation (2000) p. 197, Powell's Way, first published in the New York Review of Books 28 May 1998.
8. ↑  King, Dean (2000). 《Patrick O'Brian: A life revealed》. London: Hodder & Stoughton. 207쪽. ISBN 0 340 792558.
9. ↑  Prawer, Siegbert Salomon (2009). 《A Cultural Citizen of the World: Sigmund Freud's Knowledge and Use of British and American Writings》. MHRA. 105쪽. ISBN 978-1-906540-42-5.
10. 1 2 3  Scanlan, Margaret (2014년 7월 14일). 《Traces of Another Time: History and Politics in Postwar British Fiction》. Princeton University Press. 158쪽. ISBN 978-1-4008-6093-7.
11. ↑  Great Lives (Gerald Duckworth & Co., Ltd), owu.edu. Retrieved 9 July 2019.
12. ↑  Teach Yourself (E.U.P./Hodder & Stoughton; Teach Yourself Books) - Book Series List, publishinghistory.com. Retrieved 9 July 2019.

## 참고자료
- Peter Harris. International Companion Encyclopedia of Children's Literature. London: Taylor & Francis, 2014.
- Frank Arthur Mumby. Publishing and Bookselling: A History from the Earliest Times to the Present Day. London: Jonathan Cape, 1930. Revised edition, 1949.
- Frank L. Schick. The Paperbound Book in America: The History of Paperbacks and Their European Background. New York: R. R. Bowker, 1958.
- John Spiers, ed. The Culture of the Publisher’s Series. 2 vols. London: Palgrave Macmillan, 2011.
- Jack David Zipes, ed. The Oxford Encyclopedia of Children's Literature. New York: Oxford University Press, Inc., 2006. 4 volumes.